# Liste der dänischen Feuerschiffspositionen
In der Liste der dänischen Feuerschiffspositionen sind die Stationen der ehemaligen bemannten dänischen Feuerschiffe mit ihrer geographischen Position verzeichnet. Dazugehörig sind chronologisch, soweit bekannt, die eingesetzten jeweiligen Feuerschiffe aufgelistet.
Geografisch sind die Feuerschiff-Stationen entlang der dänischen Küste von Süden (Ostsee) nach Norden (Großer Belt, Öresund und Kattegat) nach Westen (Nordsee) aufgeführt.

## Geschichte
Mit der Entwicklung der Seeschifffahrt, besonders der Frachtsegler und dem enormen zahlenmäßigen Anstieg der Dampfschiffe, ging auch die navigatorische Sicherstellung durch den Bau von Leuchttürmen in Dänemark im 18. und 19, Jahrhundert einher. Aufgrund der örtlichen Bedingungen der Meerenge von Kattegat, Belte und Sund zwischen Dänemark und Schweden sowie der Schifffahrtsrouten der Nordsee und Ostsee zu den klassischen Anlandehäfen wurde auch der Einsatz schwimmender bemannter und mit einem Leuchtfeuer ausgestatteter Schiffe erforderlich. Feuerschiffe sind beleuchtete Navigationshilfen, die in tiefem Wasser oder an gefährlichen Stellen verankert wurden. Sie sind an ihrer markanten Form, dem meist roten Rumpf mit dem charakteristischen weißen Kreuz (nach der dänischen Fahne) an den Seiten mit dem Namen in schwarzen Buchstaben und der mittschiffs erhöhten Laterne zu erkennen.
Es waren mehr als 20 Feuerschiff-Stationen mit weit mehr Feuerschiffen in einem Zeitraum von über 100 Jahren dänischer Seefahrtsgeschichte im Einsatz. Nur wenige Feuerschiffe, mittlerweile über 100-jährig, sind heute noch als Segel-, Museum- oder Restaurant-Schiff als Zeitzeuge erhalten geblieben und sind wichtige Kulturdenkmale der dänischen maritimen Geschichte. Sogar das Abbild des Fyrskib No. XVII auf einer dänischen Münze im Wert von 20 Dkr wurde 2009 von der Dänische Nationalbank in einer Schiffs-Serie herausgegeben.
Die Dänische Schifffahrtsbehörde als Nachfolger des seit 1805 gegründeten Kontoret for havne- og fyrsager (Seefahrtsamt) steht heute in der maritimen Tradition als in Dänemark das allererste Feuerschiff seinen Dienst 1829 in der Nähe der Insel Læsø aufnahm. Die dänischen Konstruktionen von Feuerschiffen ohne Antrieb hatten Nummern von I bis XXI und später die mit Antriebsmotoren von I bis IV. Das allerletzte von ihnen mit der Nummer XXI wurde von ihrer Station Møn-SE 1988 eingezogen und außer Dienst gestellt.

## Dänische Feuerschiff-Stationen und ihre Schiffe
- 1829–1942 Læsø Trindel (1945–1975 Læsø N) – Fyrskib I (1829–1838), II (1838–1851), III (1871–1877), IV (1851–1868), VI (1882–1884), IX (1877–1882 u. 1885–1886), X (1887–1897), XII (1897–1901, 1903–1914 u. 1916–1920), XV (1902–1903), XVI (1926–19??), XX (1914–1915 u. 1921–1925), XXI (1945–1969).
- 1838–1937 Drogden – Fyrskib I (1838–1852 u. 1863–1876), II (1852–1862 u. 1876–1887), VIII (1887–1919), XI (1919–1937).
- 1842–1980 Anholt Knob (1948–1963 Anholt N) – Fyrskib III (1842–1854 u. 1869–1870), V (1855–1880), VI (1880–1881), IX (1888–1891), XI (1884–1884 u. 1904–1911), XII (1880–1889), XIV (1891–1904 u. 1911–19??), XVIII (1965–1968).
- 1852–1965 Læsø Rende – Fyrskib I (1852–1856), II (1865–1870), III (1856–1868), IV (1869–1884), VI (1884–1891), IX (1891–1899 u. 1901–1911), XI (1911–1916), XIII (1916–19??), XV (1900–1901 u. 1937–1964).
- 1853–1908 Kobbergrund – Fyrskib IV (1896–1908), V (1853–1854 u. 1880–1896), VI (1854–1877), VII (1882–1895).
- 1869–1944 Schultz Grund – Fyrskib IV (1885–1893), VI (1893–1903), VIII (1869–1885), XII (1925–19??), XV (1904–1916), XVI (1895–1916), MFS IV (19??–1944).
- 1878–1975 Gedser Rev – Fyrskib III (1878–1890), VI (1878–1880), XI (1890–1903), XIII (1903–1912), XVII (1921–1972 außer 1940–1945).
- 1878–1980 Skagens Rev – Fyrskib X (1878–1886), XIV (1886–1890), XX (1916–1920 u. 1926–19??), XXI (1971–1979).
- 1878–1980 Horns Rev (außer 1939–1945) – Fyrskib XI (1878–1883), XII (1889–1895), XIII (1882–1889 u. 1896–1902), XVIII (1902–1915 u. 1975–1976), XXI (1916–1939 u. 1979–1980), MFS I (1975–1980), MFS II (1928–1929).
- 1882–1969 Lappegrund – Fyrskib XVI (1916–1926), XVII (1895–1919), MFS III (1919–19??).
- 1888–1975 Vyl – Fyrskib X (1899–1908), XV (1888–1889), XVIII (1930–1932 u. 1960–1960), XX (1908–1909 u. 1911–1912), XXI (1913–1915), MFS I (1915–1917, 1920–1939, 1945–1947 u. 1969–1975), MFS II (1930–1939 u. 1947–1969).
- 1898–1912 Hals Barre – Fyrskib V (19??–1912).
- 1906–1956 Grådyb – Fyrskib XIV (1906–1908), XVIII (1927–1930 u. 1933–1935), XIX (1908–1917), XXI (1912–1912), MFS II (1920–1927).
- 1908–1942 Østre Flak (1945–1956 Ålborg Bugt) – Fyrskib X (1911–19??), XI (1937–1957), XIV (1908–1910).
- 1916–1960 Gilleleje Flak N – Fyrskib XI (1916–1918), XII, XV (1924–1974), MFS II (1917–1920).
- 1921–1969 Halsskov Rev – Fyrskib VII, MFS III (19??–1977), MFS IV (1921–19??).
- 1939–1942 Vengeance Grund (Storebælt)
- 1945–1971 Kattegat SW
- 1945–1979 Kattegat S
- 1945–1949 Kadetrenden – Fyrskib XIX.
- 1946–1947 71 SW – Motorfyrskib MFS II (1946–1947)
- 1949–1952 HR 1 (Hanstholm Route 1) – Motorfyrskib MFS I (1949–1952)
- 1952–1969 ER (Esbjerg Route) – Fyrskib XVIII, MFS I (1952–1967).
- 1980–1988 Møn-SE – Fyrskib XXI (1980–1988), MFS I (1981–1988).

## Lage der Stationen Dänischer Feuerschiffe
| Stationsname                      | Auslegung                      | Aufhebung             | Bereich                                 | Stationsposition             | Bemerkungen                                          |                       |                       |                       |                       |                       |                       |                       |
| Ostsee Falster Gedser             | Ostsee Falster Gedser          | Ostsee Falster Gedser | Ostsee Falster Gedser                   | Ostsee Falster Gedser        | Ostsee Falster Gedser                                | Ostsee Falster Gedser | Ostsee Falster Gedser | Ostsee Falster Gedser | Ostsee Falster Gedser | Ostsee Falster Gedser | Ostsee Falster Gedser | Ostsee Falster Gedser |
| --------------------------------- | ------------------------------ | --------------------- | --------------------------------------- | ---------------------------- | ---------------------------------------------------- | --------------------- | --------------------- | --------------------- | --------------------- | --------------------- | --------------------- | --------------------- |
| Station Gedser Rev                | FS GEDSER REV, 2015            |                       | westlich der Kadetrinne                 | 54° 29′ 9″ N, 12° 6′ 39″ O   | Station: besetzt von 1878 bis 1975                   |                       |                       |                       |                       |                       |                       |                       |
| No. III GEDSER REV                | 1878                           | 1890                  |                                         |                              | siehe Station: Anholt Knob                           |                       |                       |                       |                       |                       |                       |                       |
| No. VI GEDSER REV                 | 1878                           | 1880                  |                                         |                              | siehe Station: Kobbergrund                           |                       |                       |                       |                       |                       |                       |                       |
| No. XI GEDSER REV                 | 1890                           | 1903                  |                                         |                              | siehe Station: Horns Rev                             |                       |                       |                       |                       |                       |                       |                       |
| No. XIII GEDSER REV               | 1903                           | 1912                  |                                         |                              | siehe Station: Horns Rev                             |                       |                       |                       |                       |                       |                       |                       |
| No. XVII GEDSER REV               | 1921                           | 1972                  |                                         |                              | siehe Station: Lappegrund                            |                       |                       |                       |                       |                       |                       |                       |
| Station Kadetrenden               | FS GEDSER REV, 1948            |                       | südlich Møn                             | 54° 30′ 0″ N, 12° 15′ 0″ O   | Station: besetzt von 1945–1949                       |                       |                       |                       |                       |                       |                       |                       |
| Station Møn-SE                    | Fyrskib XXI in Ebeltoft, 2020  |                       | westlich Møn                            | 54° 48′ 0″ N, 12° 47′ 0″ O   | Station: besetzt von 1980–1988                       |                       |                       |                       |                       |                       |                       |                       |
| No. XXI MØN-SE                    | 1980                           | 1988                  |                                         |                              | siehe Station: Grådyb                                |                       |                       |                       |                       |                       |                       |                       |
| Öresund Region Hovedstaden Dragør |                                |                       |                                         |                              |                                                      |                       |                       |                       |                       |                       |                       |                       |
| Station Drogden                   | FS DROGDEN, 2007               |                       | Drogden Fahrwasser                      | 55° 32′ 19″ N, 12° 42′ 42″ O | Station: besetzt von 1838 bis 1937                   |                       |                       |                       |                       |                       |                       |                       |
| No. I DROGDEN                     | 1838                           | 1852                  |                                         |                              | siehe Station: Lasø Trindel                          |                       |                       |                       |                       |                       |                       |                       |
| No. II DROGDEN                    | 1852                           | 1862                  |                                         |                              | siehe Station: Lasø Trindel                          |                       |                       |                       |                       |                       |                       |                       |
| No. I DROGDEN                     | 1863                           | 1876                  |                                         |                              | siehe Station: Lasø Trindel                          |                       |                       |                       |                       |                       |                       |                       |
| No. II DROGDEN                    | 1876                           | 1887                  |                                         |                              | siehe Station: Lasø Trindel                          |                       |                       |                       |                       |                       |                       |                       |
| No. VIII DROGDEN                  | 1887                           | 1919                  |                                         |                              | siehe Station: Schultz Grund                         |                       |                       |                       |                       |                       |                       |                       |
| No. XI DROGDEN                    | 1919                           | 1937                  |                                         |                              | siehe Station: Horns Rev                             |                       |                       |                       |                       |                       |                       |                       |
| Station Lappegrund                | FS LAPPE GRUND, 1885           |                       | Fahrwasser Kronborg                     | 56° 3′ 12″ N, 12° 37′ 26″ O  | Station: besetzt von 1882 bis 1961 (1969)            |                       |                       |                       |                       |                       |                       |                       |
| No. XVII LAPPEGRUND               | 1895                           | 1919                  |                                         | Rufzeichen: OYHW DEN-007     | Fyrskib No. XVII                                     |                       |                       |                       |                       |                       |                       |                       |
| No. XVI LAPPEGRUND                | 1916                           | 1926                  |                                         |                              | siehe Station: Schultz Grund                         |                       |                       |                       |                       |                       |                       |                       |
| MFS No. III LAPPEGRUND            | 1919                           | 19??                  |                                         | Rufzeichen: OYHO             | Motorfyrskib No. III                                 |                       |                       |                       |                       |                       |                       |                       |
| Storebælt Slagelse Kommune Korsør |                                |                       |                                         |                              |                                                      |                       |                       |                       |                       |                       |                       |                       |
| Station Halsskov Rev              | FS GEDSER REV, 2015            |                       | Storebælt                               | 55° 21′ 57″ N, 11° 2′ 30″ O  | Station: besetzt von 1921 bis 1969                   |                       |                       |                       |                       |                       |                       |                       |
| MFS No. IV HALSSKOV REV           | 1921                           | 19??                  |                                         | Rufzeichen: OYHP             | Motorfyrskib No. IV                                  |                       |                       |                       |                       |                       |                       |                       |
| MFS No. III HALSSKOV REV          | 19??                           | 1969                  |                                         |                              | siehe Station Lappegrund                             |                       |                       |                       |                       |                       |                       |                       |
| Station Vengeance Grund           |                                |                       | N-lich Langelandsbælt                   | 55° 11′ 49″ N, 11° 5′ 7″ O   | Station: besetzt von 1939 bis 1942                   |                       |                       |                       |                       |                       |                       |                       |
| Kattegat Jütland und Seeland      |                                |                       |                                         |                              |                                                      |                       |                       |                       |                       |                       |                       |                       |
| Station Gilleleje Flak N          |                                |                       | Kattegat, vor Gilleleje                 | 56° 10′ 42″ N, 12° 15′ 36″ O | Station: besetzt von 1916 bis 1960                   |                       |                       |                       |                       |                       |                       |                       |
| No. XI GILLELEJE FLAK N           | 1916                           | 1918                  |                                         |                              | siehe Station: Horns Rev                             |                       |                       |                       |                       |                       |                       |                       |
| MFS No. II GILLELEJE FLAK N       | 1917                           | 1920                  |                                         | Ruf-Zeichen: OYHN DEN-234    | Motorfyrskib No. II                                  |                       |                       |                       |                       |                       |                       |                       |
| No. XV GILLELEJE FLAK N           | 1924                           | 1971                  |                                         |                              | siehe Station: Vyl                                   |                       |                       |                       |                       |                       |                       |                       |
| Station Kattegat S                |                                |                       | Kattegat                                | 56° 16′ 12″ N, 12° 15′ 49″ O | Station: besetzt von 1945 bis 1979                   |                       |                       |                       |                       |                       |                       |                       |
| Station Kattegat SW               |                                |                       | Ansteuerung Århus                       | 56° 0′ 44″ N, 10° 52′ 25″ O  | Station: besetzt von 1945 bis 1971                   |                       |                       |                       |                       |                       |                       |                       |
| Station Schultz Grund             |                                |                       | Ansteuerung Århus                       | 56° 5′ 53″ N, 10° 52′ 11″ O  | Station: besetzt von 1869 bis 1944                   |                       |                       |                       |                       |                       |                       |                       |
| No. VIII SCHULTZ GRUND            | 1869                           | 1885                  |                                         |                              | Fyrskib No. VIII                                     |                       |                       |                       |                       |                       |                       |                       |
| No. IV SCHULTZ GRUND              | 1885                           | 1893                  |                                         |                              | siehe Station: Læsø Trindel                          |                       |                       |                       |                       |                       |                       |                       |
| No. VI SCHULTZ GRUND              | 1893                           | 1903                  |                                         |                              | siehe Station: Kobbergrund                           |                       |                       |                       |                       |                       |                       |                       |
| No. XVI SCHULTZ GRUND             | 1895                           | 1916                  |                                         | Rufzeichen: OYHV             | Fyrskib No. XVI                                      |                       |                       |                       |                       |                       |                       |                       |
| No. XV SCHULTZ GRUND              | 1904                           | 1916                  |                                         |                              | siehe Station: Vyl                                   |                       |                       |                       |                       |                       |                       |                       |
| No. XII SCHULTZ GRUND             | 1925                           | 1952                  |                                         |                              | siehe Station: Anholt Knob                           |                       |                       |                       |                       |                       |                       |                       |
| MFS No. IV SCHULTZ GRUND          | 19??                           | 1944                  |                                         |                              | siehe Station: Halsskov Rev                          |                       |                       |                       |                       |                       |                       |                       |
| Station Anholt Knob               | Feuerschiff No. XII, 2004      |                       | SE-lich Anholt                          | 56° 40′ 6″ N, 11° 40′ 57″ O  | Station: besetzt von 1842 bis 1975 (außer 1948–1963) |                       |                       |                       |                       |                       |                       |                       |
| No. III ANHOLT KNOB               | 1842                           | 1854                  |                                         |                              | Fyrskib No. III                                      |                       |                       |                       |                       |                       |                       |                       |
| No. XII ANHOLT KNOB               | 1880                           | 1889                  |                                         | Rufzeichen: OYHR             | Fyrskib No. XII                                      |                       |                       |                       |                       |                       |                       |                       |
| No. VI ANHOLT KNOB                | 1880                           | 1881                  |                                         |                              | siehe Station: Kobbergrund                           |                       |                       |                       |                       |                       |                       |                       |
| No. XIV ANHOLT KNOB               | 1891                           | 1904                  |                                         |                              | siehe Station: Skagens Rev                           |                       |                       |                       |                       |                       |                       |                       |
| No. XI ANHOLT KNOB                | 1904                           | 1911                  |                                         |                              | siehe Station: Horns Rev                             |                       |                       |                       |                       |                       |                       |                       |
| No. XIV ANHOLT KNOB               | 1911                           | 19?                   |                                         |                              | siehe Station: Skagens Rev                           |                       |                       |                       |                       |                       |                       |                       |
| Station Anholt Nord               |                                |                       | NE-lich Anholt                          | 56° 45′ 2″ N, 11° 41′ 25″ O  | Station: besetzt von 1948 bis 1980                   |                       |                       |                       |                       |                       |                       |                       |
| No. XVIII ANHOLT N                | 1965                           | 1968                  |                                         |                              | siehe Station: Horns Rev                             |                       |                       |                       |                       |                       |                       |                       |
| Station Ålborg Bugt               |                                |                       | Ansteuerung Ålborg                      | 56° 53′ 11″ N, 10° 37′ 55″ O | Station: besetzt von 1945 bis 1956                   |                       |                       |                       |                       |                       |                       |                       |
| Station Hals Barre                |                                |                       | Gemeinde Hals, E-liche Zufahrt Limfjord | 56° 57′ 17″ N, 10° 25′ 32″ O | Station: besetzt von 1898 bis 1912                   |                       |                       |                       |                       |                       |                       |                       |
| No. V HALS BARRE                  | 19??                           | 1912                  |                                         |                              | siehe Station: Kobbergrund                           |                       |                       |                       |                       |                       |                       |                       |
| Station Østre Flak                |                                |                       | Ansteuerung Ålborg                      | 57° 4′ 1″ N, 10° 43′ 31″ O   | Station: besetzt von 1908 bis 1942                   |                       |                       |                       |                       |                       |                       |                       |
| No. XIV ØSTRE FLAK                | 1908                           | 1910                  |                                         |                              | siehe Station: Skagens Rev                           |                       |                       |                       |                       |                       |                       |                       |
| No. XI ØSTRE FLAK                 | 1937                           | 1957                  |                                         |                              | siehe Station: Horns Rev                             |                       |                       |                       |                       |                       |                       |                       |
| Station Kobbergrund               |                                |                       | SE-lich Læsø                            | 57° 9′ 18″ N, 11° 16′ 34″ O  | Station: besetzt von 1853 bis 1908                   |                       |                       |                       |                       |                       |                       |                       |
| No. V KOBBERGRUND                 | 1853                           | 1854                  |                                         |                              | Fyrskib No. V                                        |                       |                       |                       |                       |                       |                       |                       |
| No. VI KOBBERGRUND                | 1854                           | 1877                  |                                         |                              | Fyrskib No. VI                                       |                       |                       |                       |                       |                       |                       |                       |
| No. VII KOBBERGRUND               | 1882                           | 1895                  |                                         | Ruf-Zeichen: OYHI            | Fyrskib No. VII                                      |                       |                       |                       |                       |                       |                       |                       |
| No. IV KOBBERGRUND                | 1896                           | 1908                  |                                         |                              | siehe Station: Læsø Trindel                          |                       |                       |                       |                       |                       |                       |                       |
| Station Læsø Rende                | Detail Fyrskib No. XV, 2013    |                       | SW-lich Læsø                            | 57° 13′ 8″ N, 10° 40′ 20″ O  | Station: besetzt von 1852 bis 1965                   |                       |                       |                       |                       |                       |                       |                       |
| No. I LASØ RENDE                  | 1852                           | 1856                  |                                         |                              | siehe Station: Læsø Trindel                          |                       |                       |                       |                       |                       |                       |                       |
| No. II LASØ RENDE                 | 1865                           | 1870                  |                                         |                              | siehe Station: Læsø Trindel                          |                       |                       |                       |                       |                       |                       |                       |
| No. IV LASØ RENDE                 | 1869                           | 1884                  |                                         |                              | siehe Station: Læsø Trindel                          |                       |                       |                       |                       |                       |                       |                       |
| No. XV LASØ RENDE                 | 1900                           | 1901                  |                                         |                              | siehe Station: Vyl                                   |                       |                       |                       |                       |                       |                       |                       |
| No. XI LASØ RENDE                 | 1911                           | 1916                  |                                         |                              | siehe Station: Horns Rev                             |                       |                       |                       |                       |                       |                       |                       |
| No. XIII LASØ RENDE               | 1916                           | 19?                   |                                         |                              | siehe Station: Horns Rev                             |                       |                       |                       |                       |                       |                       |                       |
| Station Læsø Trindel              | Fyrskeb No. I DROGDEN, 1848    |                       | NE-lich Læsø                            | 57° 19′ 17″ N, 11° 15′ 47″ O | Station: besetzt von 1829 bis 1942                   |                       |                       |                       |                       |                       |                       |                       |
| No. I TRINDELEN                   | 1829                           | 1838                  |                                         |                              | Fyrskib No. I                                        |                       |                       |                       |                       |                       |                       |                       |
| No. II LASØ TRINDEL               | 1838                           | 1851                  |                                         |                              | Fyrskib No. II                                       |                       |                       |                       |                       |                       |                       |                       |
| No. IV LASØ TRINDEL               | 1851                           | 1868                  |                                         |                              | Fyrskib No. IV                                       |                       |                       |                       |                       |                       |                       |                       |
| No. IX LASØ TRINDEL               | 1877                           | 1886                  |                                         |                              | Fyrskib No. IX                                       |                       |                       |                       |                       |                       |                       |                       |
| No. XV LASØ TRINDEL               | 1902                           | 1903                  |                                         |                              | siehe Station: Vyl                                   |                       |                       |                       |                       |                       |                       |                       |
| No. XX LASØ TRINDEL               | 1914                           | 1915                  |                                         |                              | siehe Station: Vyl                                   |                       |                       |                       |                       |                       |                       |                       |
| No. XII LASØ TRINDEL              | 1897                           | 1920                  |                                         |                              | siehe Station: Anholt Knob                           |                       |                       |                       |                       |                       |                       |                       |
| No. XVI LAESØ TRINDEL             | 1916                           | 1926                  |                                         |                              | siehe Station: Schultz Grund                         |                       |                       |                       |                       |                       |                       |                       |
| No. XX LAESØ TRINDEL              | 1921                           | 1925                  |                                         |                              | siehe Station: Vyl                                   |                       |                       |                       |                       |                       |                       |                       |
| Station Læsø Nord                 |                                |                       | N-lich Læsø                             | 57° 23′ 57″ N, 11° 14′ 45″ O | Station: besetzt von 1945 bis 1975                   |                       |                       |                       |                       |                       |                       |                       |
| No. XXI LAESØ N                   | 1945                           | 1969                  |                                         |                              | siehe Station: Grådyb                                |                       |                       |                       |                       |                       |                       |                       |
| Station Skagens Rev               | Feuerschiff SKAGEN in Öl, 1898 |                       | E-lich Skagen                           | 57° 44′ 35″ N, 10° 46′ 6″ O  | Station: besetzt von 1878 bis 1980                   |                       |                       |                       |                       |                       |                       |                       |
| No. X SKAGENS REV                 | 1878                           | 1886                  |                                         | Rufzeichen: OYHQ             | Fyrskib No. X                                        |                       |                       |                       |                       |                       |                       |                       |
| No. XIV SKAGENS REV               | 1886                           | 1890                  |                                         | Rufzeichen: OYHL             | Fyrskib No. XIV                                      |                       |                       |                       |                       |                       |                       |                       |
| No. XX SKAGENS REV                | 1916                           | 1920                  |                                         |                              | siehe Station: Vyl                                   |                       |                       |                       |                       |                       |                       |                       |
| No. XX SKAGENS REV                | 1926                           | 19?                   |                                         |                              | siehe Station: Vyl                                   |                       |                       |                       |                       |                       |                       |                       |
| Nordsee Jütland Varde Kommune     |                                |                       |                                         |                              |                                                      |                       |                       |                       |                       |                       |                       |                       |
| Station SW 71                     | MFS No. II in Gdansk, 2014     |                       | W-lich Thyborøn                         | 56° 42′ 19″ N, 7° 45′ 18″ O  | Station: besetzt von 1946 bis 1947                   |                       |                       |                       |                       |                       |                       |                       |
| MFS No. II SW 71                  | 1946                           | 1947                  |                                         |                              | siehe Station: Gilleleje Flak N                      |                       |                       |                       |                       |                       |                       |                       |
| Station Horns Rev                 | Feuerschiff No. XI, 2002       |                       | Horns Rev, W-lich vor Blåvands Huk      | 55° 42′ 36″ N, 7° 39′ 57″ O  | Station: besetzt von 1878 bis 1980                   |                       |                       |                       |                       |                       |                       |                       |
| No. XI HORNS REV                  | 1878                           | 1883                  |                                         | Rufzeichen: OYHK DEN-231     | Fyrskib No. XI                                       |                       |                       |                       |                       |                       |                       |                       |
| No. XIII HORNS REV                | 1882                           | 1889                  |                                         | Rufzeichen: OYHT DEN-232     | Fyrskib No. XIII                                     |                       |                       |                       |                       |                       |                       |                       |
| No. XII HORNS REV                 | 1889                           | 1895                  |                                         |                              | siehe Station: Anholt Knob                           |                       |                       |                       |                       |                       |                       |                       |
| No. XIII HORNS REV                | 1896                           | 1902                  |                                         |                              |                                                      |                       |                       |                       |                       |                       |                       |                       |
| No. XVIII HORNS REV               | 1902                           | 1915                  |                                         | Rufzeichen: OYHH             | Fyrskib No. XVIII                                    |                       |                       |                       |                       |                       |                       |                       |
| No. XXI HORNS REV                 | 1916                           | 1939                  |                                         |                              | siehe Station: Vyl                                   |                       |                       |                       |                       |                       |                       |                       |
| MFS No. II HORNS REV              | 1928                           | 1929                  |                                         |                              | siehe Station: Gilleleje Flak N                      |                       |                       |                       |                       |                       |                       |                       |
| MFS No. I HORNS REV               | 1975                           | 1980                  |                                         |                              | siehe Station: Vyl                                   |                       |                       |                       |                       |                       |                       |                       |
| Station HR 1 (Hanstholm Route 1)  |                                |                       | W-liche Ansteuerung Esbjerg             | 55° 30′ 8″ N, 7° 8′ 43″ O    | Station: besetzt von 1949 bis 1952                   |                       |                       |                       |                       |                       |                       |                       |
| MFS No. I HR 1                    | 1949                           | 1952                  |                                         |                              | siehe Station: Vyl                                   |                       |                       |                       |                       |                       |                       |                       |
| Station ER (Esbjerg Route)        |                                |                       | W-liche Ansteuerung Esbjerg             | 55° 26′ 41″ N, 7° 28′ 5″ O   | Station: besetzt von 1952 bis 1969                   |                       |                       |                       |                       |                       |                       |                       |
| MFS No. I ER                      | 1952                           | 1969                  |                                         |                              | siehe Station: Vyl                                   |                       |                       |                       |                       |                       |                       |                       |
| Station Vyl                       |                                |                       | Ansteuerung Esbjerg                     | 55° 28′ 35″ N, 7° 49′ 45″ O  | Station: besetzt von 1888 bis 1975                   |                       |                       |                       |                       |                       |                       |                       |
| No. XV VYL                        | 1888                           | 1889                  |                                         | Rufzeichen: OYHU             | Fyrskib No. XV                                       |                       |                       |                       |                       |                       |                       |                       |
| No. XX VYL                        | 1908                           | 1912                  |                                         | Rufzeichen: OYHM             | Fyrskib No. XX                                       |                       |                       |                       |                       |                       |                       |                       |
| No. XXI VYL                       | 1913                           | 1915                  |                                         |                              | siehe Station: Grådyb                                |                       |                       |                       |                       |                       |                       |                       |
| MFS No. I VYL                     | 1915                           | 1947                  |                                         | Ruf-Zeichen: OYHG DEN-233    | Motorfyrskib No. I                                   |                       |                       |                       |                       |                       |                       |                       |
| MFS No. II VYL                    | 1930                           | 1939                  |                                         |                              | siehe Station: Gilleleje Flak N                      |                       |                       |                       |                       |                       |                       |                       |
| No. XVIII VYL                     | 1930                           | 1932                  |                                         |                              | siehe Station: Horns Rev                             |                       |                       |                       |                       |                       |                       |                       |
| MFS No. II VYL                    | 1947                           | 1969                  |                                         |                              | siehe Station: Gilleleje Flak N                      |                       |                       |                       |                       |                       |                       |                       |
| MFS No. I VYL                     | 1969                           | 1975                  |                                         |                              |                                                      |                       |                       |                       |                       |                       |                       |                       |
| Station Grådyb                    | Feuerschiff HORNS REV, 2016    |                       | Ansteuerung Ribe                        | 55° 19′ 6″ N, 8° 3′ 26″ O    | Station: besetzt von 1906 bis 1956                   |                       |                       |                       |                       |                       |                       |                       |
| No. XIV GRÅDYB                    | 1906                           | 1908                  |                                         |                              | siehe Station: Skagens Rev                           |                       |                       |                       |                       |                       |                       |                       |
| No. XIX GRÅDYB                    | 1908                           | 1917                  |                                         | Rufzeichen: OYHX             | Fyrskib No. XIX                                      |                       |                       |                       |                       |                       |                       |                       |
| No. XXI GRÅDYB                    | 1912                           | 1912                  |                                         | Rufzeichen: OYHY DEN-009     | Fyrskib No. XXI                                      |                       |                       |                       |                       |                       |                       |                       |
| MFS No. II GRÅDYB                 | 1920                           | 1927                  |                                         |                              | siehe Station: Gilleleje Flak N                      |                       |                       |                       |                       |                       |                       |                       |
| No. XVIII GRÅDYB                  | 1927                           | 1930                  |                                         |                              | siehe Station: Horns Rev                             |                       |                       |                       |                       |                       |                       |                       |
| No. XVIII GRÅDYB                  | 1933                           | 1935                  |                                         |                              | siehe Station: Horns Rev                             |                       |                       |                       |                       |                       |                       |                       |

Anmerkungen zu den Schiffen
1. ↑  Das Feuerschiff No. XVII wurde 1895 aus Eichenholz ohne Antrieb gebaut auf „N.F. Hansens Værft“ in Odense nach Plänen des britischen Trinity House. Länge 33,6 m und Breite 6,4 m. Auf Station Lappegrund von 1895 bis 1919. 1920 Reserveschiff und von 1921 bis 1972 Gedser Rev. Während des 2. WK wurde das Schiff von Deutschland beschlagnahmt. 1972 verkauft mit Hilfe einer Spende von der A. P. Møller Foundation an das Dänisches Nationalmuseum und mit Liegeplatz in Kopenhagen, Nyhavn. Seit 2018 verlegt nach Helsingør in das Seefahrtsmuseum.
2. ↑  Das Motorfeuerschiff No. III wurde 1918 auf der „Rasmus Møllers Værft“ in Fåborg gebaut, Länge 20,4m Breite 5,6 m Tiefgang 2,4 m und Verdrängung 76,8 BRT. Ab 1919 auf Station Lappegrund. Die letzte Station war Halsskov Rev. Um 1974 mehrfach verkauft und umgebaut als 2 Mast-Schoner und umbenannt in DONNA WOOD. 2012 verkauft an Jens Schmidt / JS Boatcharter, Kopenhagen.
3. ↑  Das Motorfeuerschiff No. IV wurde 1920 auf der „Rasmus Møllers Værft“ in Fåborg gebaut, Länge 20,4m Breite 5,6 m Tiefgang 2,4 m und Verdrängung 76,8 BRT. Von 1921 bis 19?? auf Station Halsskov Rev und bis 1970 Schultz Grund. Um 1970 mehrfach verkauft und umgebaut. Das Lampenhaus und die obere Hälfte des Hauptmastes dieses Leuchtturms existieren noch, denn der Kopenhagener Motorbootclub hat es als Wahrzeichen an der Einfahrt zu seinem kleinen Hafen einige hundert Meter südwestlich des Amager-Werks am Kraftværksvej 20 aufgestellt. Umgebaut 1978–1979 zu einem Schoner RANA. Anfang der 1990er Jahre trat das Boot eine dreijährige Kreuzfahrt um die Welt an. Es ist wahrscheinlich das erste und einzige ehemalige Leuchtfeuerschiff das die Welt umsegelt hat. 2005 verkauft in die USA und segelt unter dem Namen BLACK SWAN als touristisches Piratenschiff in der Karibik.
4. ↑  Das Motorfeuerschiff No. II wurde 1916 aus Eichenholz mit Antrieb gebaut auf der „Rasmus Møllers Værft“ in Fåborg. Länge 33,6 m Breite 6,8 m und Verdrängung 342 t. Von 1917 bis 1920 Gilleleje Flak N, 1920 bis 1927 Grådyb, und 1928 bis 1929 Horns Rev, von 1930 bis 1939 und 1947 bis 1969 Vyl. 1978 an Dragør Sejlklub verkauft. 1985 an Arp Hansen verkauft und als Restaurantschiff in Nyhavn stationiert. Im September 2006 nach Polen geschleppt, wo es im Hafen von Danzig sank.
5. ↑  Das Feuerschiff No. VIII wurde 1869 aus Eichenholz auf der„Orlogsvæerftet“ in Kopenhagen gebaut, Länge 22,6 m und Breite 5,7 m ohne Antrieb. Auf Station Schultz Grund von 1869 bis 1885 und von 1887 bis 1919 Drogden. Dann im Kopenhagener Freihafen abgelegt. Weiterer Verbleib oder Verschrottung unbekannt.
6. ↑  Das Feuerschiff No. XVI wurde 1895 auf den  „De forenede Oplagspladser og Værfter“ in Christianshavn gebaut, auf Station bis 1916, danach Lappegrund, ab 1926 auf Station Læsø Trindel und von 1954 bis 1974 Reserveschiff. Danach mehrfach verkauft und umgebaut als Segel-Schoner LILLE BJÖRN. Bei der Überführung in die Karibik im Archipiélago de San Blas gestrandet und gesunken. Die restaurierte Laterne lagert im Depot der Seeverwaltung in Korsör.
7. ↑  Das Feuerschiff No. III wurde 1842 bei „Jacob Holms og Sønners Værft“ in Kopenhagen gebaut, Länge 22 m Breite 5,6 m. Von 1842 bis 1854 auf Station Anholt Knob. Zuletzt 1878 bis 1890 Gedser Rev.1890 Unterkunftsschiff zusammen mit No. II, 1903 verschrottet.
8. ↑  Das Feuerschiff No. XII wurde 1879 gebaut auf  „De forenede Oplagspladser og Værfter“ von Christianshavn, Länge 30 m Breite 6 m. Von 1880 bis 1889 auf Station Anholt Knob, 1889 bis 1895 Horns Rev, 1897 bis 1920 auf Læsø Trindel und von 1925 auf Schultz Grund. Ab 1953 mehrfach zum Verkauf an Privat. Am 28. November 1998 sank es am Liegeplatz wegen Unterbrechung der Stromversorgung. Um 2006 als Wrack am Werft-Liegeplatz in Kopenhagen versunken.
9. ↑  Das Feuerschiff No. V wurde 1853 gebaut auf der „Orlogsværftet“ in Kopenhagen. Auf Station Kobbergrund 1853 bis 1854 und von 1880 bis 1896, Station Anholt Knob von 1855 bis 1880. Reserveschiff 1896 bis 1898 in Ålborg. Zeitweiliger Ersatz für das Feuerschiff HALS BARRE bis 1912 an der östlichen Einfahrt zum Limfjord. Dann Reserveschiff bis zur Ausmusterung 1918. Verschrottet 1925.
10. ↑  Das Feuerschiff No. VI wurde 1854 auf der „Orlogsværftet“ in Kopenhagen gebaut. 1854–1877 auf Station Kobbergrund, von 1878 bis 1880 Gedser Rev und 1881 bis 1882 Anholt Knob. Zuletzt von 1893 bis 1903 Schultz Grund danach bis 1911 noch als Hilfs- und Vermessungsschiff. 1918 abgewrackt.
11. ↑  Das Feuerschiff No. VII wurde 1867 auf der „Orlogsvæerftet“ in Kopenhagen als erstes dänisches Feuerschiff aus Eisen und Stahl gebaut, Länge 22,6 m und Breite 5,7 m ohne Antrieb. Bis 1881 als Reserveschiff. Von 1882 bis 1895 auf Station Kobbergrund und weitere Stationen als Reserveschiff. 1937 zum Verkauf, als Unterkunftsschiff für Lotsen, in den 1940er Jahren verschrottet.
12. ↑  Das Feuerschiff No. I wurde 1829 gebaut in „Jacob Holms Værft“ in der Strandgade in Christianshavn, Länge 22 m Breite 5,6 m. Auf Station Læsø  Trindel von 1829 bis 1838, dann von 1838 bis 1852 auf Drogden, dann von 1852 bis 1856 Læsø  Rende, von 1863 bis 1865 und 1868 bis 1876 wieder Drogden. 1881 außer Dienststellung und verschrottet.
13. ↑  Das Feuerschiff No. II wurde 1837 gebaut in „Jacob Holms Værft“ in Christianshavn, 1838–1851 auf Station Læsø Trindel, 1852–1887 Drogden zwischendurch Læsø und Reserve. Anschließend bis 1890 zusammen mit Fyrskib No. III als Wohnschriff für die Bauarbeiter des Leuchtturmes Lysegrund eingesetzt. 1903 verschrottet.
14. ↑  Das Feuerschiff No. IV wurde 1851 aus Eichenholz auf „Nyholms Værft“, Länge 22 m Breite 5,6 m und ohne Antrieb gebaut. Auf Station bis 1868, von 1869 bis 1884 Læsø Rende und 1885 bis 1893 Schultz Grund. Zuletzt 1896 bis 1908 auf Station Kobbergrund. 1912 verkauft und verschrottet.
15. ↑  Das Feuerschiff No. IX wurde 1875 als Holzschiff aus Eiche gebaut, Länge 22,6 m Breite 5,7 m. Von 1877 bis 1886 auf Station Læsø Trindel, 1888 bis 1891 Anholt Knob und von 1891 bis 1911 Læsø Rende. 1919 verkauft und verschrottet.
16. ↑  Das Feuerschiff No. X wurde 1877 in Christianshavn aus Eichenholz ohne Antrieb gebaut, Länge 31,5 m Breite 5,8 m und Verdrängung 139 BRT nach Plänen des britischen Trinity House. Auf Station Skagens Rev von 1878 bis 1886. Von 1887 bis 1897 Læsø Trindel 1898 Reserve, 1899 bis 1908 Vyl und von 1909 bis 1910 Reserve. Von 1911 Östre Flak und noch auf weiteren Stationen. 1971 verkauft. Von 1997 bis 2008 nach Jahren in England wieder in Dänemark und wechselvoll bis 2013 am Refshalevej, Kopenhagen.
17. ↑  Das Feuerschiff No. XIV wurde 1883/84 gebaut auf  der „De forenede Oplagspladser og Værfter“ von Christianshavn. Auf Station 1886 bis 1890 Skagens Rev. 1891 bis 1904 Anholt Knob, 1906 bis 1908 Grådyb und von 1908 bis 1910 Østre Flak. Zuletzt 1911 bis 19? Anholt Knob. 1958 mehrfach verkauft an Privat.
18. ↑  Das Feuerschiff No. XI wurde 1877/78 bei „F. Sparre“ gebaut in Nysted aus Eichenholz ohne Antrieb, Länge 31,2 m Breite 5,8 m Tiefgang 3,3 m und Verdrängung 264 t nach Plänen des britischen Trinity House. Bis 1883 auf Station, dann Reserveschiff. Von 1890 bis 1903 Gedser Rev, 1904 bis 1911 Anholt Knob, 1911 bis 1916 Læsø Rende, 1916 bis 1918 Gilleleje Flak N und Reserveschiff von 1919 bis 1937 Drogden, zuletzt bis 1957 Østre Flak. 1977 verkauft, noch nach 2000 im Frederiksholms Kanal, Kopenhagen.
19. ↑  Das Feuerschiff No. XIII wurde 1880 bei „De forenede Oplagspladser og Værfter“ in Christianshavn gebaut. Bis 1902 auf Station und als Reserveschiff, von 1903 bis 1912 Gedser Rev und bis 1915 Reserveschiff. Ab 1916 auf Station Læsø Rende, 1992 Verkauft an Privat, Laterne im Esbjerg Schiffs-Museum. Liegeplatz in Kopenhagen, noch 2001 im Frederiksholms Kanal als Wohnschiff ohne Laterne. Heute in Christians Brygge, zum Verkauf.
20. ↑  Das Feuerschiff No. XVIII wurde 1902 aus Eichenholz ohne Antrieb gebaut auf „N.F. Hansens Værft“ in Odense nach Plänen des britischen Trinity House. Länge 33,6 m und Breite 6,4 m. Ab 1916 als Reserveschiff und wechselnd auf Stationen Grådyb, Vyl, Anholt N und weitere. 1980 zum Verkauf und umbenannt in DEN STORE BJÖRN als Segel-Schulschiff.
21. ↑  Das Feuerschiff No. XV Am 4.1.1887 Stapellauf, gebaut aus Eichenholz auf dem „De forenede Oplagspladser og Værfter“ in Kopenhagen.  Von 1888 bis 1889 auf Station, danach bis 1899 Reserveschiff. Auf Station Læsø Rende zwischen Jütland und der Insel Læsø von 1900 bis 1901 danach 1902 bis 1903 Læsø Trindel und 1904 bis 1916 auf Schultz Grund und Reserveschiff. Von 1924 Gilejele Flak N. Von 1937 und Ende 1964 Læsø Rende, ersetzt durch den neuen Leuchtturm Læsø Rende Fyr. Nach Außerdienststellung am 1. Januar 1971 wurde die Læsø Rende im Jahr 1974 an die dänische Stadt Hadersleben verkauft, die das Schiff als Bürgerzentrum und Jugendheim nutzte. Ab 1986 an Yacht Club in Heikendorf als Vereinsschiff HYC im Möltenorter Hafen.
22. ↑  Das Feuerschiff No. XX wurde 1908 aus Eichenholz ohne Antrieb gebaut auf „Rasmus Møllers Værft“ in Fåborg. Länge 33,6 m und Breite 6,4 m. 1908 auf Station, Dezember 1909 gestrandet, 1 Mann kam ums Leben. 1910 wieder geborgen, ab 1911 wieder auf Station. Von 1914 wechselnd auf Station Læsø Trindel und Skagens Rev. Um 1985 verkauft an Privat. Um 1993/94 Pläne für ein Restaurant. 1996 beim Abschleppen nach England vor der Küste Hollands gesunken. Gehoben, auf Ponton nach Rotterdam, späterer Verbleib zweifelhaft.
23. ↑  Das Motorfeuerschiff No. I wurde 1914 auf der „Rasmus Møllers Værft“ in Fåborg gebaut aus Eichenholz mit Maschinen-Antrieb gebaut, Länge 33,6 m Breite 6,4 m Tiefgang 3,5 m und Verdrängung 342 t. Auf Station mit Reserve-Unterbrechungen von 1920 bis 1947. 1949 bis 1952 auf Station HR 1 und von 1952 bis 1965 ER. Dann von 1969 bis 1975 wieder auf Station Vyl. Von 1975 bis 1980  noch für die Stationen Horns Rev bis zur Auflösung. Von 1981 bis 1988 noch wechselnd, zuletzt auf Møn-SE. Ab 1990  Museums-Schiff in Esbjerg.
24. ↑  Das Feuerschiff No. XIX  wurde 1907 aus Eichenholz ohne Antrieb gebaut auf „H.V. Buhls Værft“ in Frederikshavn nach Plänen des britischen Trinity House. Länge 33,6 m und Breite 6,4 m. Schwesterschiffe waren No. X und No. XXI. Von 1908 bis 1917 auf Station Grådyb, von 1918 bis 1980 Reserveschiff, in den Binnengewässern eingesetzt und dann verkauft. 1985 umbenannt in STORE CLAUS als Wohnschiff in Kopenhagen. Von 1989 bis 1992 nach Umbau auf der Nyborg-Werft mit Motor und Propeller auf Weltumsegelung. Von 1994 bis 1998 als Dreimast-Schoner und Schulschiff in England. Von 1998 wieder in Dänemark und 2000 letzter Liegeplatz auf einer Werft in Hvide Sande an der Westküste, vermutlich verschrottet.
25. ↑  Das Feuerschiff No. XXI wurde 1911 aus Eichenholz ohne Antrieb gebaut auf „Rasmus Møllers Værft“ in Fåborg. Länge 33,6 m und Breite 6,4 m. Von 1913 bis 1915 auf Station Vyl, von 1915 bis 1939 und von 1979 bis 1980 Horns Rev, zuletzt von 1980 bis 1988  Møn SE. Von 1988 bis 1991 im Fyrmagasin Holmen in Kopenhagen. 1991 an Reeder Per Henriksen und seine Frau verkauft und in Ebeltoft als Restaurantschiff/Cafe im Museumshafen mit Fregatte Jylland von 1880 zu besichtigen. Seit 2022 verkauft und zur Restaurierung, geplant als Fyrskib SKAGENS REV nach Skagen.

Bilder von dänischen Feuerschiffen
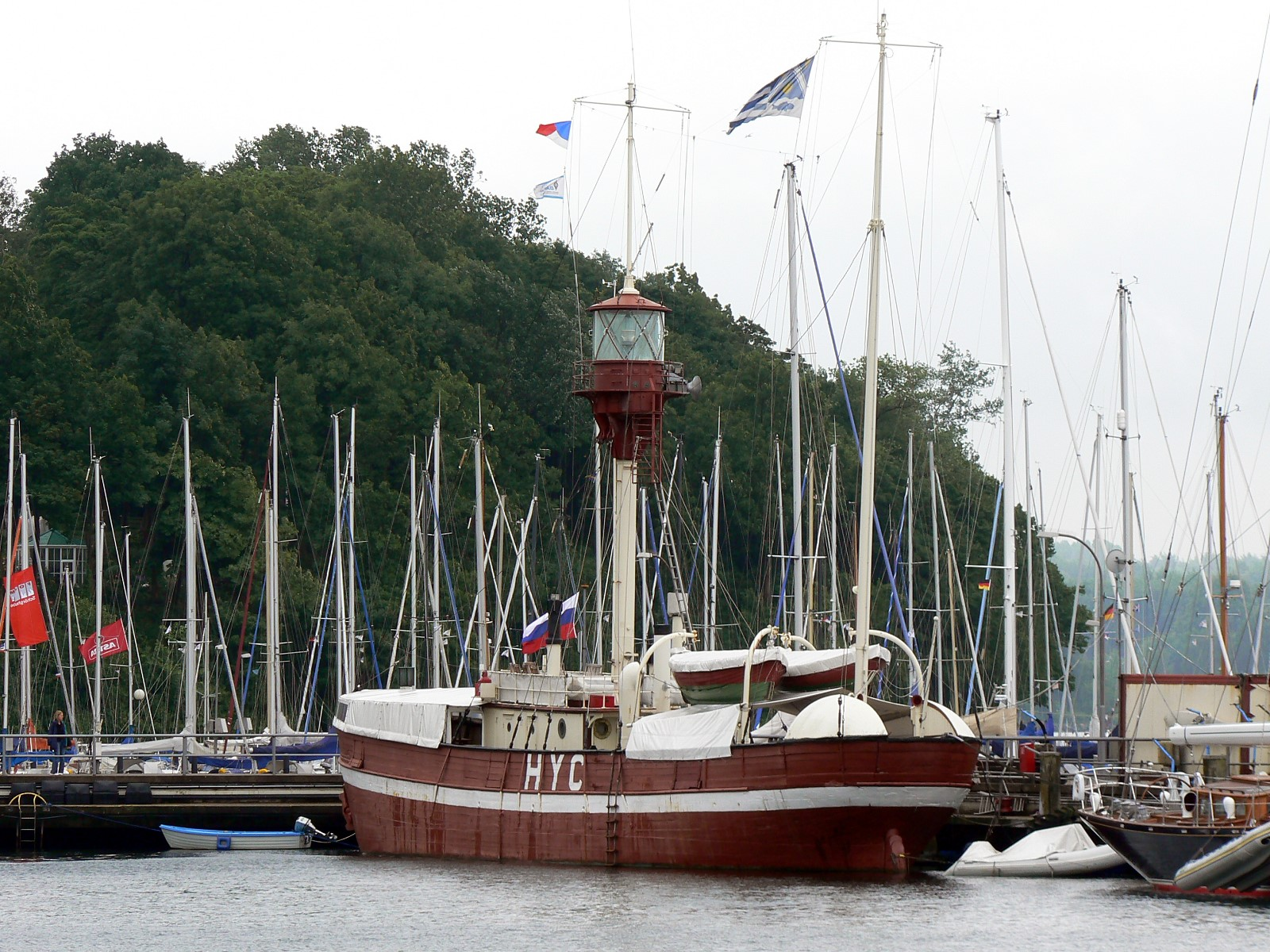
Fyrskib XV in Heikendorf, 2008
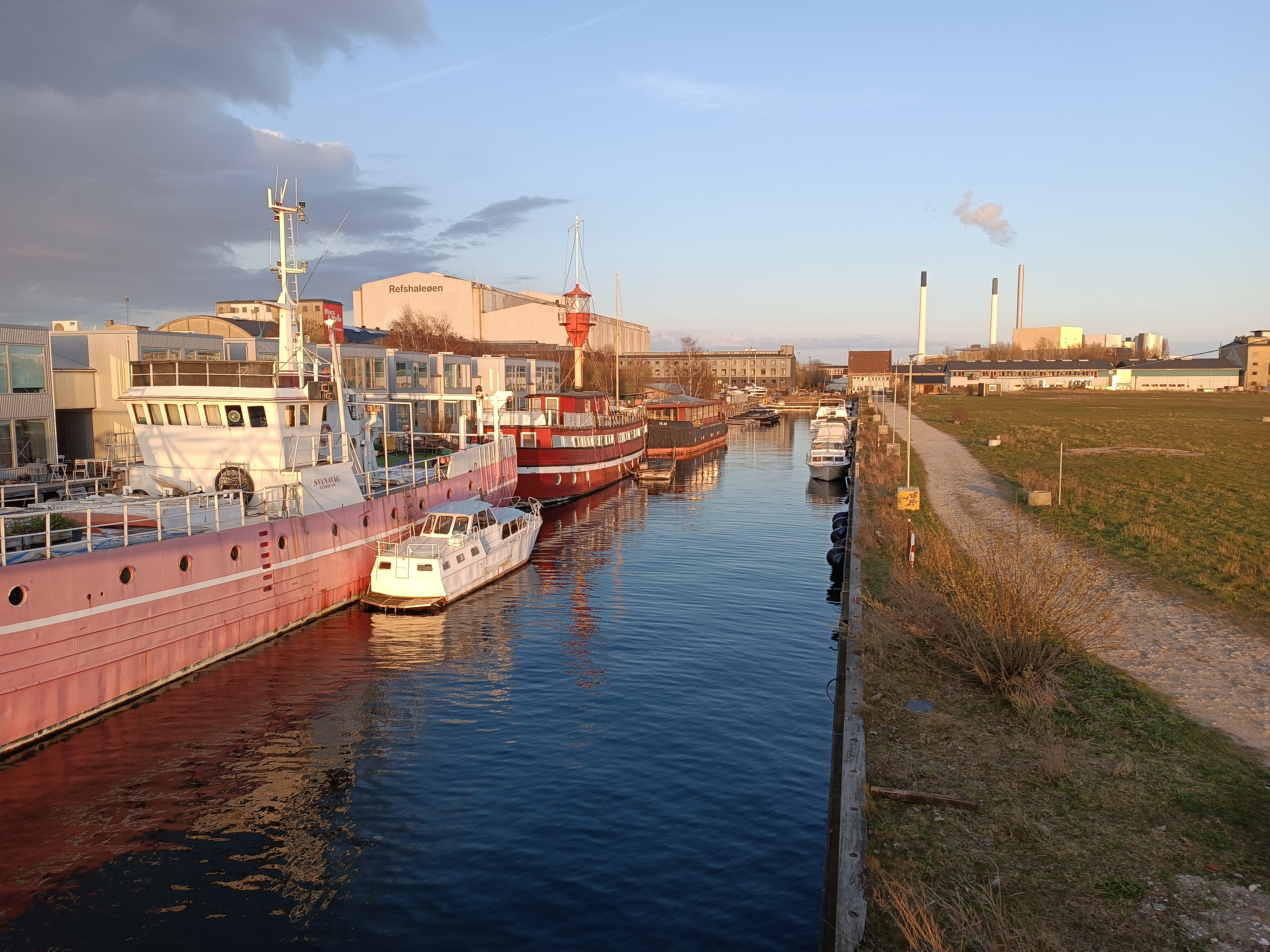
Fyrskib X in Kopenhagen, 2023
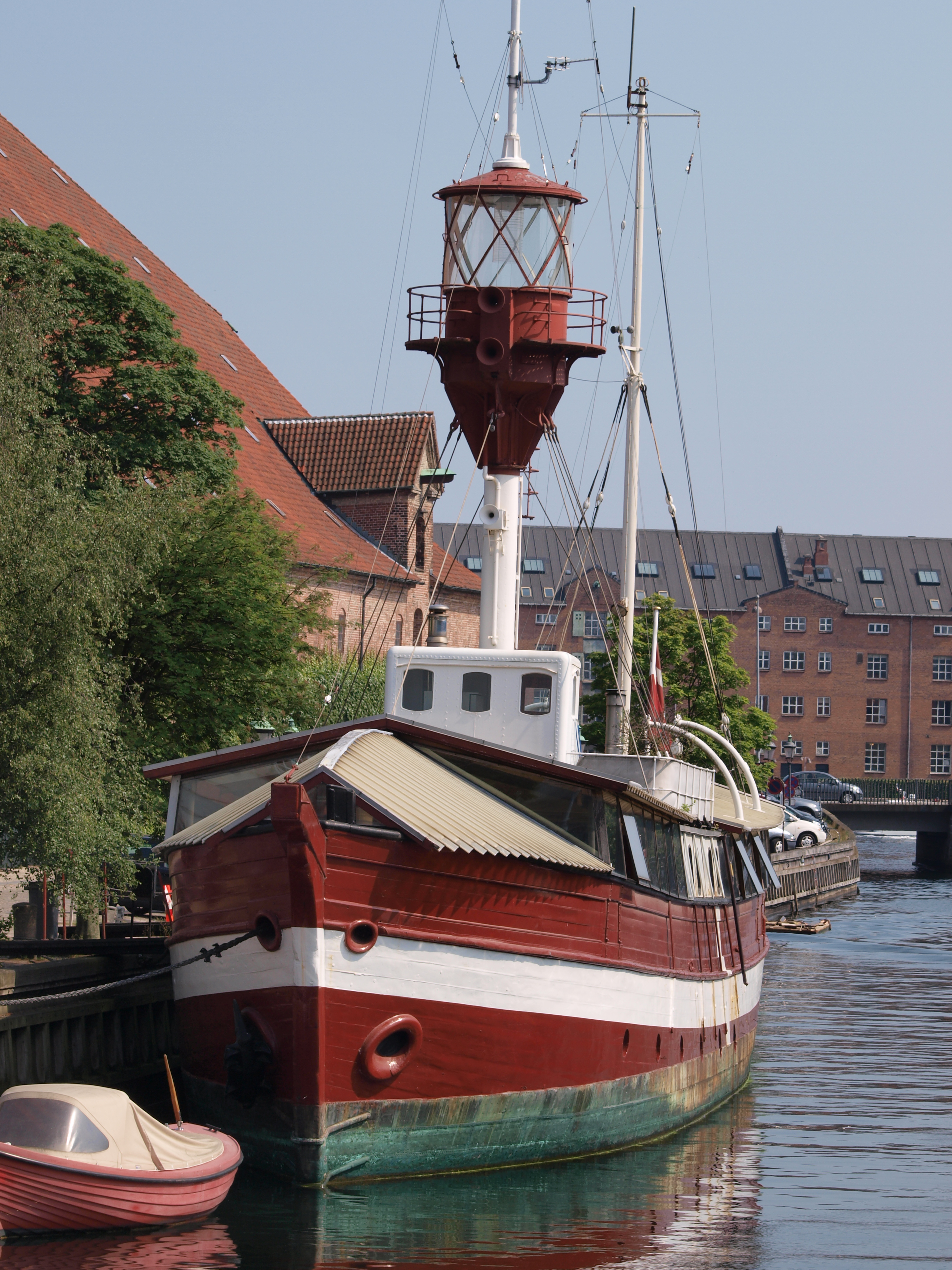
Fyrskib XI in Kopenhagen, 2013
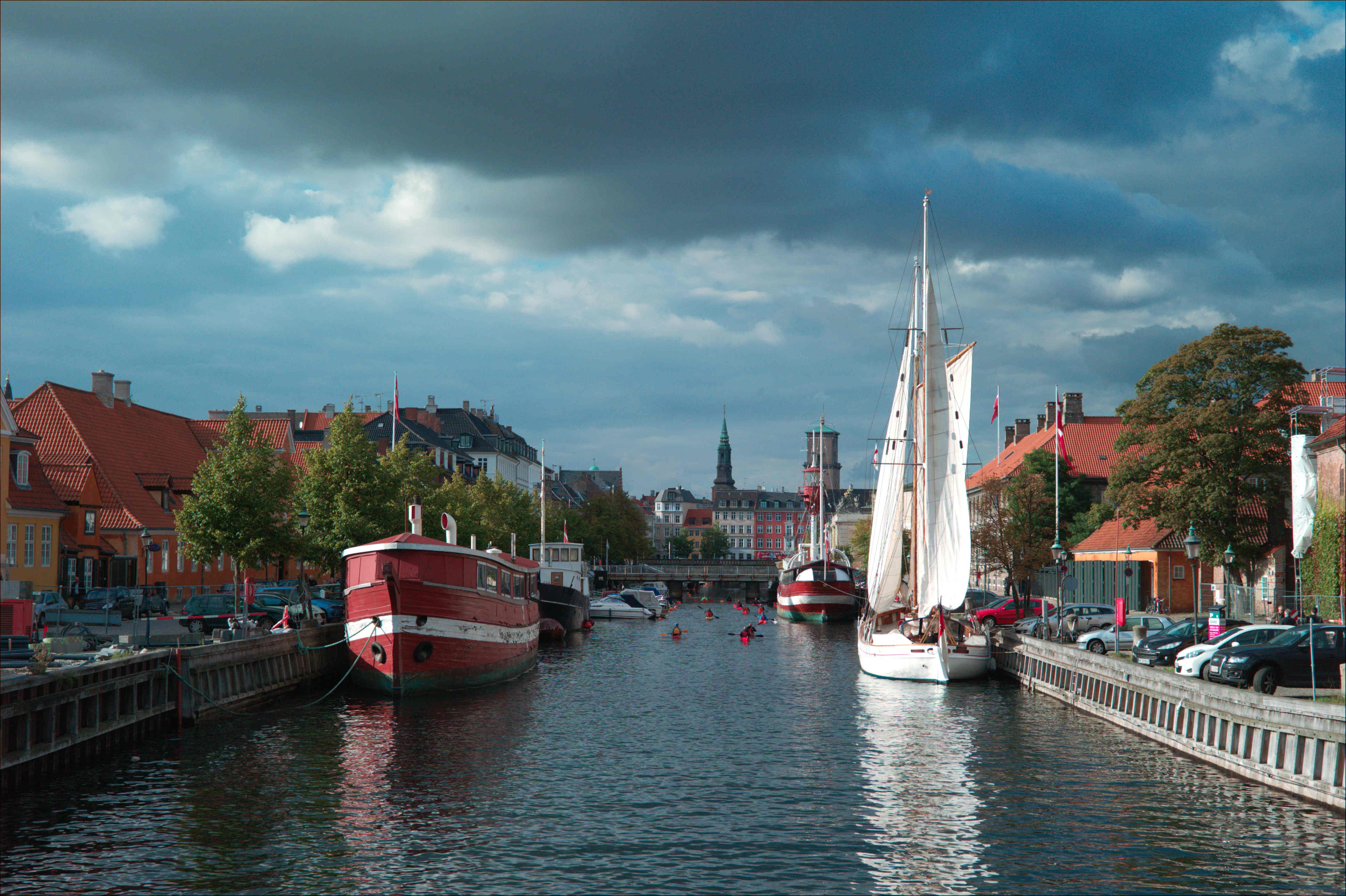
Fyrskib XIII in Kopenhagen, 2013
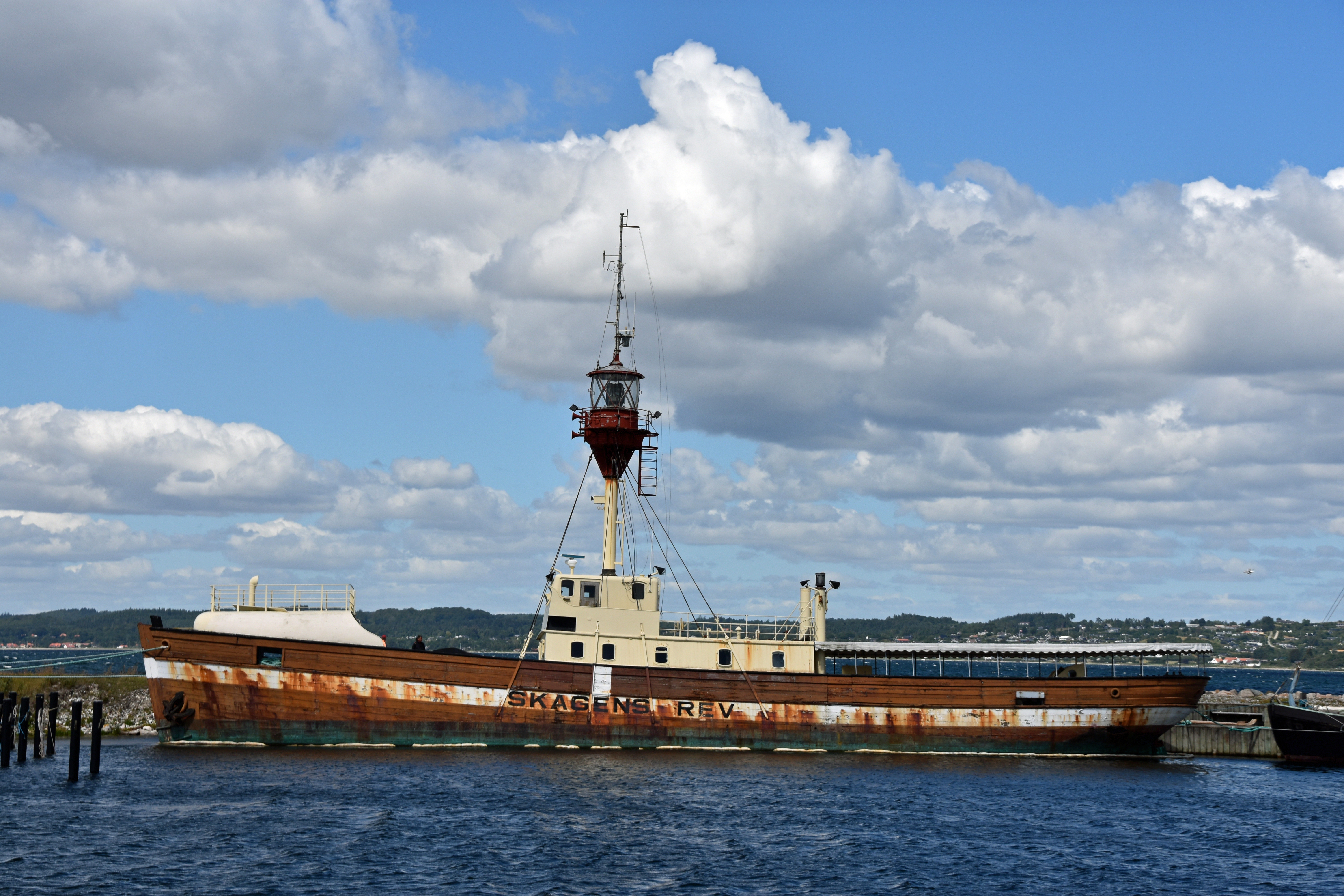
Fyrskib XXI in Ebeltoft, 2020
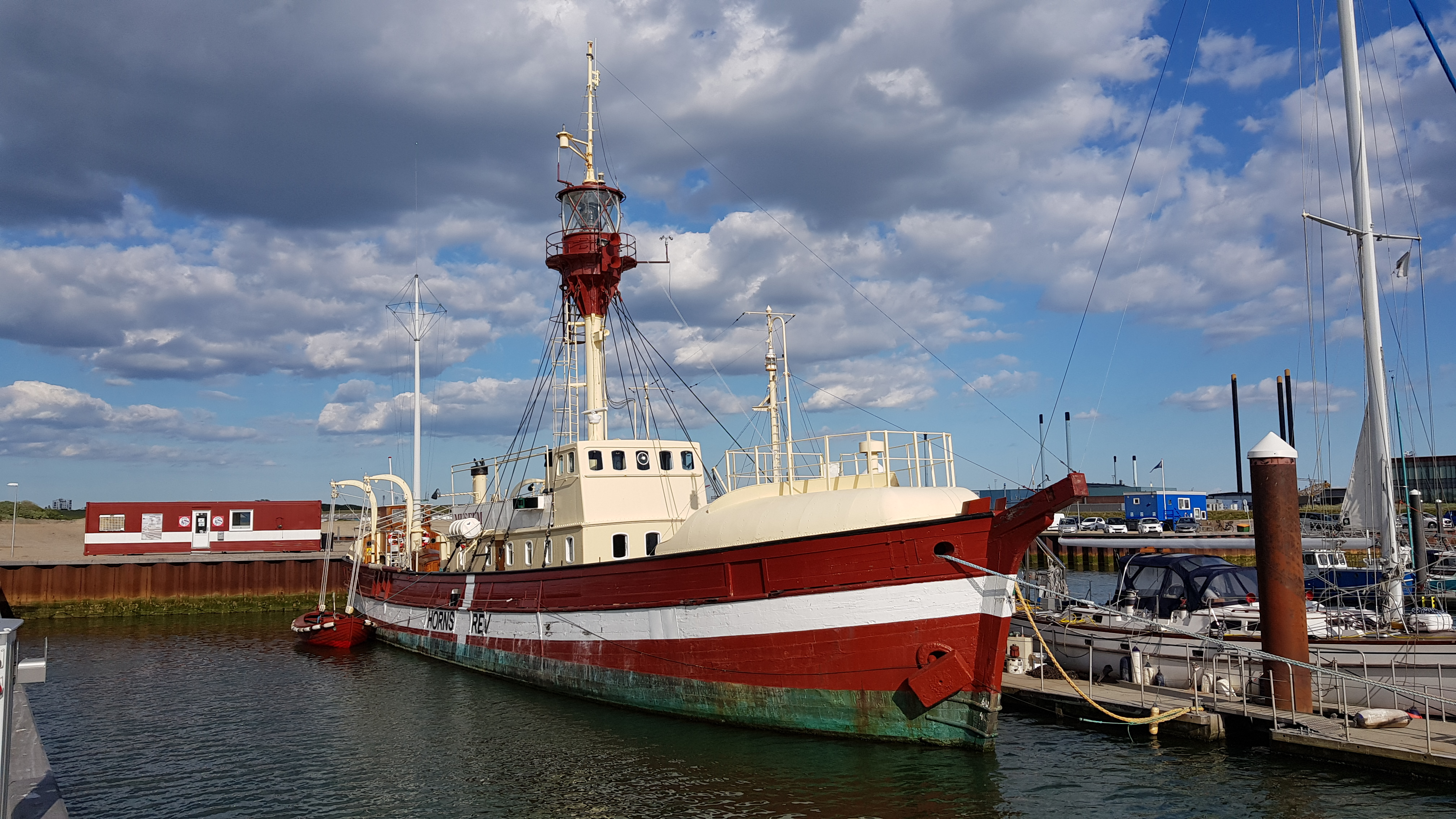
ex. MFS No.I HORNS REV in Esbjerg, 2020
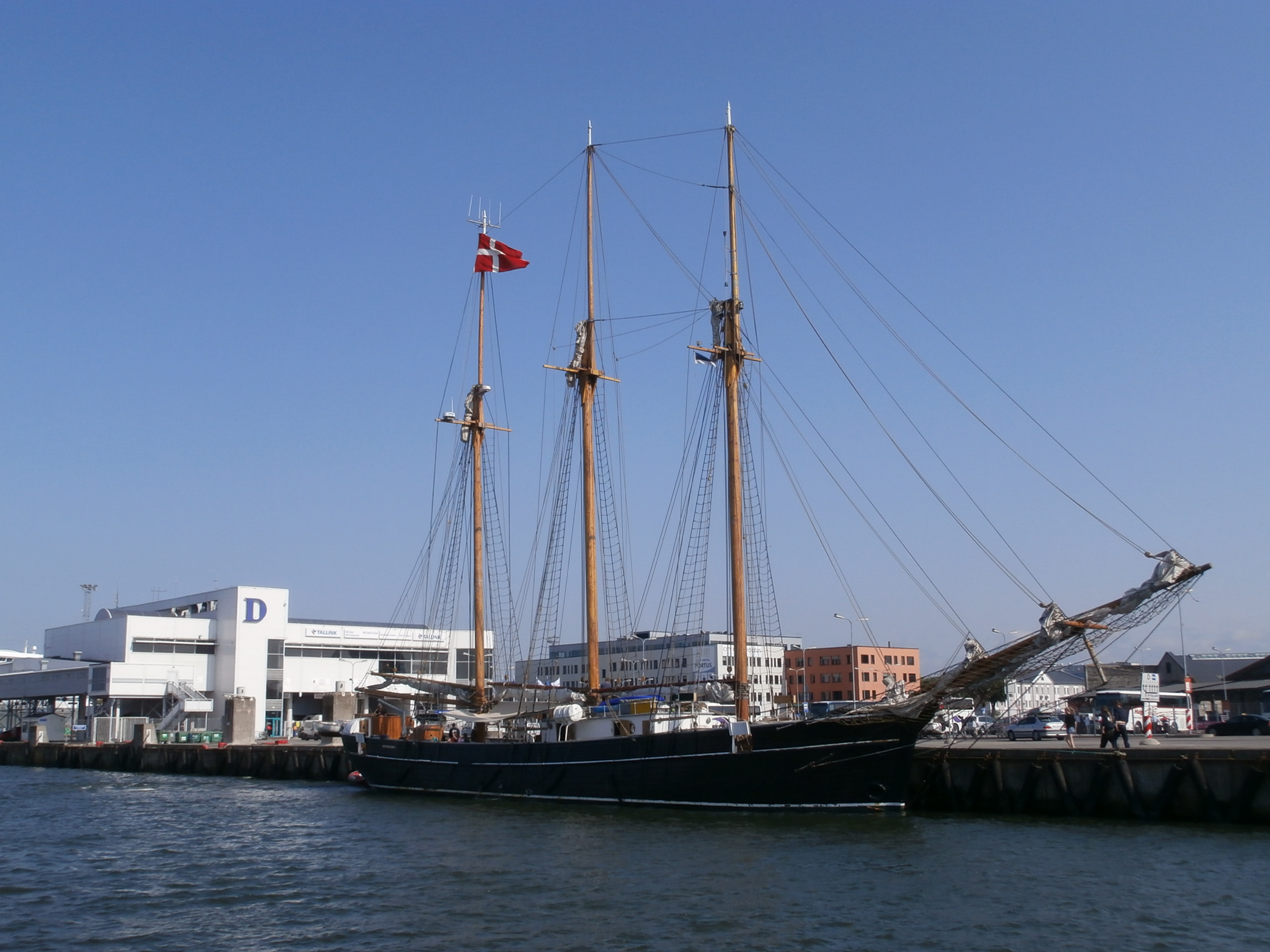
ex. Fyrskib XVIII in Tallin, 2013